# Turismo in Kirghizistan

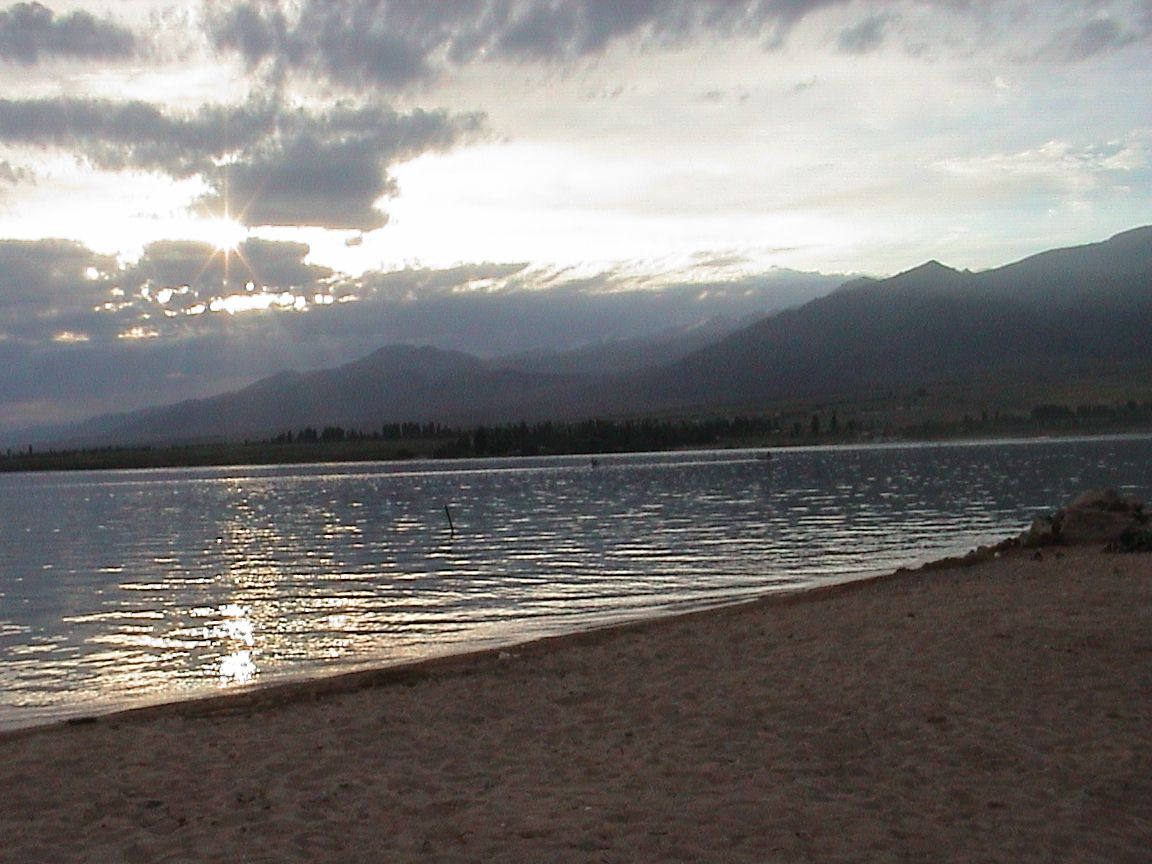
Lago di Issyk Kul

Nonostante le montagne e i laghi del Kirghizistan siano una destinazione turistica attraente, l'industria del turismo nel paese asiatico è cresciuta molto lentamente a causa degli scarsi investimenti. All'inizio degli anni 2000, una media di circa 450.000 turisti visitava il paese ogni anno, principalmente provenienti dai paesi dell'ex Unione Sovietica. mentre nel 2017 nel paese centroasiatico sono arrivati 3.219.700 turisti.
Nel 2018, la British Backpacker Society ha classificato il Kirghizistan come la quinta migliore destinazione per viaggi d'avventura al mondo, affermando che il paese era un segreto per i viaggi d'avventura che "sarà presto scoperto".. Il Lago Issyk-Kul e i monti Tian Shan sono mete turistiche relativamente popolari. 

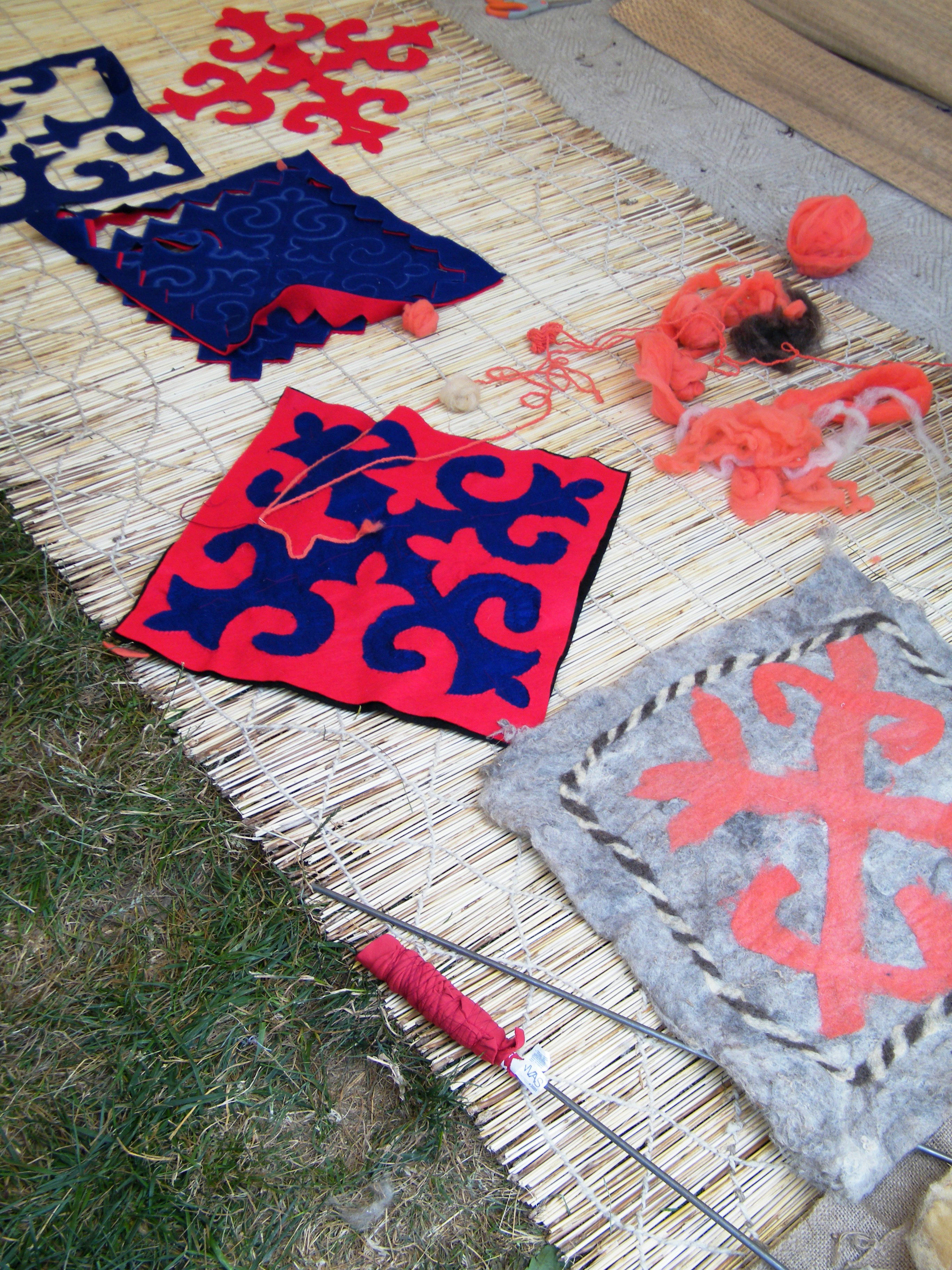
Tipici tappeti kirghisi

Sebbene i kirghisi moderni vivano principalmente in case o condomini, in estate è ancora possibile osservare gli indigeni che vivono in una yurta con le loro mandrie di pecore, capre, cavalli e occasionalmente persino yak. Ci sono diversi campi di yurte che accolgono i turisti in ogni oblast; Alcuni dei più notevoli (e remoti) si trovano a Tash Rabat, la "Casa delle Pietre" nell'Provincia di Naryn|oblast' di Naryn, oltre la città di Naryn, e nella valle del Jeti-Ögüz nel Distretto di Jeti-Oguz, vicino alla città di Karakol sul lago Issyk-Kul.
Le donne kirghise producono una varietà di oggetti artigianali in feltro, tra cui pantofole, borse, pannelli decorativi, cappelli tradizionali noti come "kalpak" e tappeti colorati chiamati "shyrdak". Questi tappeti sono realizzati in una varietà di dimensioni, da un metro per metro a diversi metri di lunghezza. Gli shyrdak sono disponibili in un'ampia varietà di motivi tradizionali; i kirghisi prediligono quelli dai colori vivaci, spesso combinando rosso acceso e verde. Shyrdak dai colori più tenui, realizzati per clienti stranieri, si possono trovare a Bishkek, spesso a un prezzo leggermente superiore rispetto ai tappeti più "tradizionali". L'oblast di Naryn è ampiamente considerata la patria dei migliori artigiani di shyrdak del paese; vi sono diverse cooperative dove è possibile commissionare lavori su misura.

## Ecoturismo
Attualmente sono in corso diverse iniziative per promuovere il turismo "eco-friendly" in Kirghizistan. Helvetas, un'organizzazione svizzera per lo sviluppo culturale, ha sponsorizzato diversi progetti di questo tipo, tra cui "Shepard's Life" e "Community Based Tourism". Le numerose agenzie turistiche in Kirghizistan sanno che "eco-" è un termine molto attraente per i numerosi backpacker che visitano il loro paese, quindi tendono a usarlo per descrivere la loro organizzazione, anche se non fanno nulla per promuovere il campeggio "a basso impatto" o "che non lascia traccia". Tuttavia, la natura stessa del tipo di turisti attratti dal Kirghizistan fa sì che la maggior parte delle attrazioni turistiche offerte sia finalizzata a godere delle bellezze dell'ambiente locale. Nel 2010, il Kirghizistan ha aderito a The Region Initiative (TRI), un'organizzazione triregionale che riunisce organizzazioni legate al turismo. TRI funge da collegamento tra tre regioni: Asia meridionale, Asia centrale ed Europa orientale, a cui aderiscono anche Armenia, Bangladesh, India, Georgia, Kazakistan, Pakistan, Nepal, Tagikistan, Russia, Sri Lanka, Turchia, Ucraina e Uzbekistan.

## Siti turistici

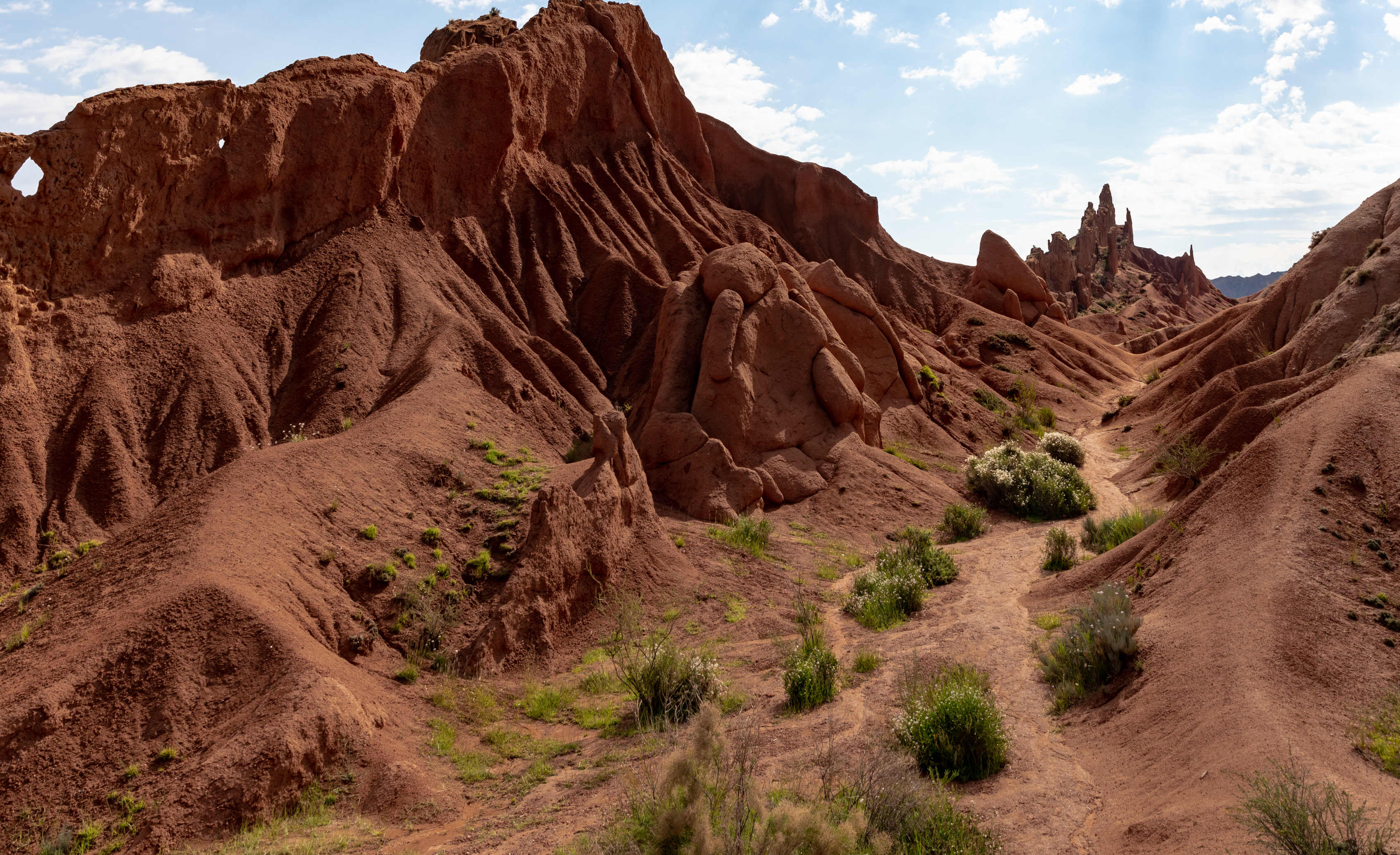
Skazka Canyon

La popolare rivista scientifica National Geographic ha elencato otto luoghi selvaggi del Kirghizistan che i turisti dovrebbero visitare. "Nelle città del Kirghizistan ci sono molti edifici in stile sovietico, ampi mercati e moschee colorate. Tuttavia, al di fuori di Bishkek e Osh, si può ammirare un miracolo: laghi di alta montagna, cime innevate e foreste di noci", si legge nella pubblicazione. Il National Geographic ha incluso diverse località nella sua selezione.

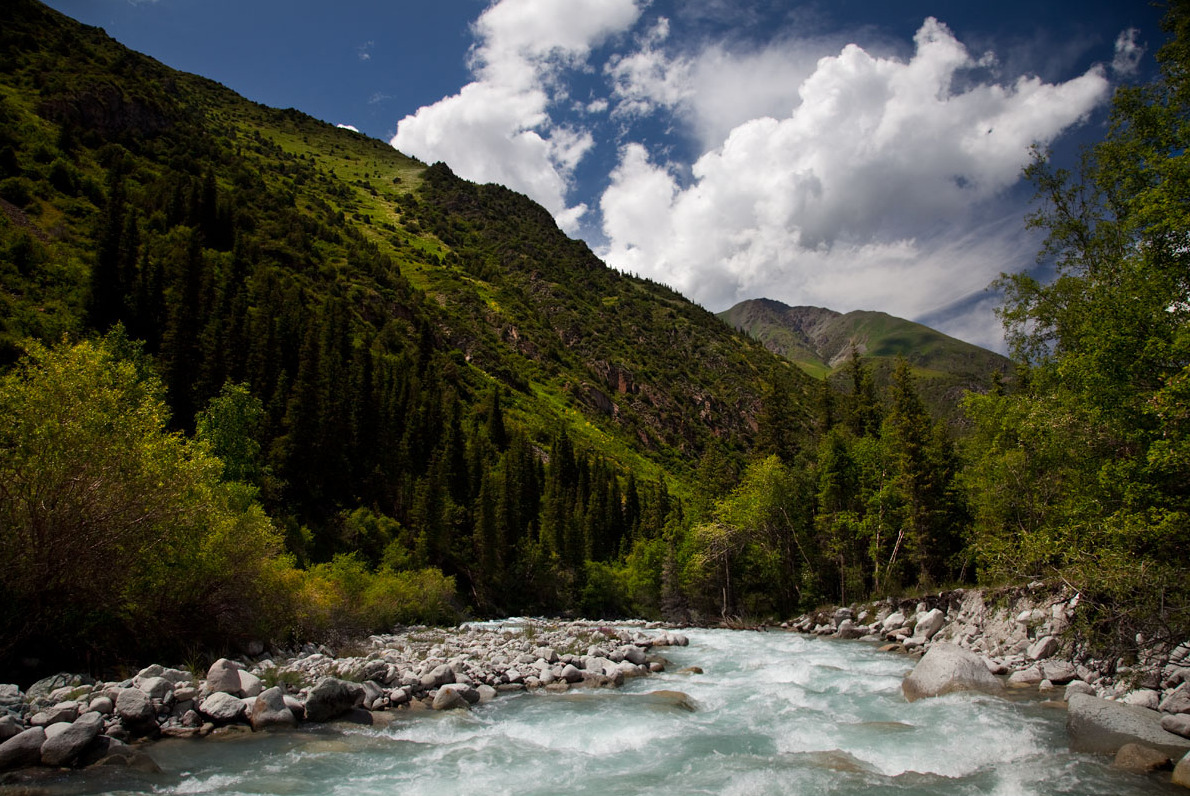
Parco nazionale Ala Archa

- Parco Nazionale Ala Archa[6] - Si trova a 40 chilometri da Bishkek. Una delle aree naturali più famose del paese. Dalla lingua kirghisa, "ala-archa" si traduce come "ginepro multicolore": questa pianta è usata dalla popolazione locale per proteggere le abitazioni dagli spiriti maligni.
- Köl-Suu[7] - Sugli altopiani vicino al confine con la Cina si trova un lago. Per raggiungerlo, ci vogliono quattro ore di auto da Naryn, e poi si prosegue a piedi o a cavallo.
- Picco Lenin[8] - Situato al confine con il Tagikistan. Questo settemila è una delle vette più famose del Kirghizistan. Scalatori esperti tentano di conquistarlo ogni anno.
- Arslanbob[9] - Una delle più grandi foreste di noci del mondo. Interessò i primi coloni nel III secolo a.C. e oggi attrae turisti da diversi paesi.
- Ala-Kul[10]  - Situato nella catena montuosa innevata di Teskey Ala-Too a un'altitudine di 3532 metri. È raggiungibile solo a piedi: ci vorrà più di un giorno.

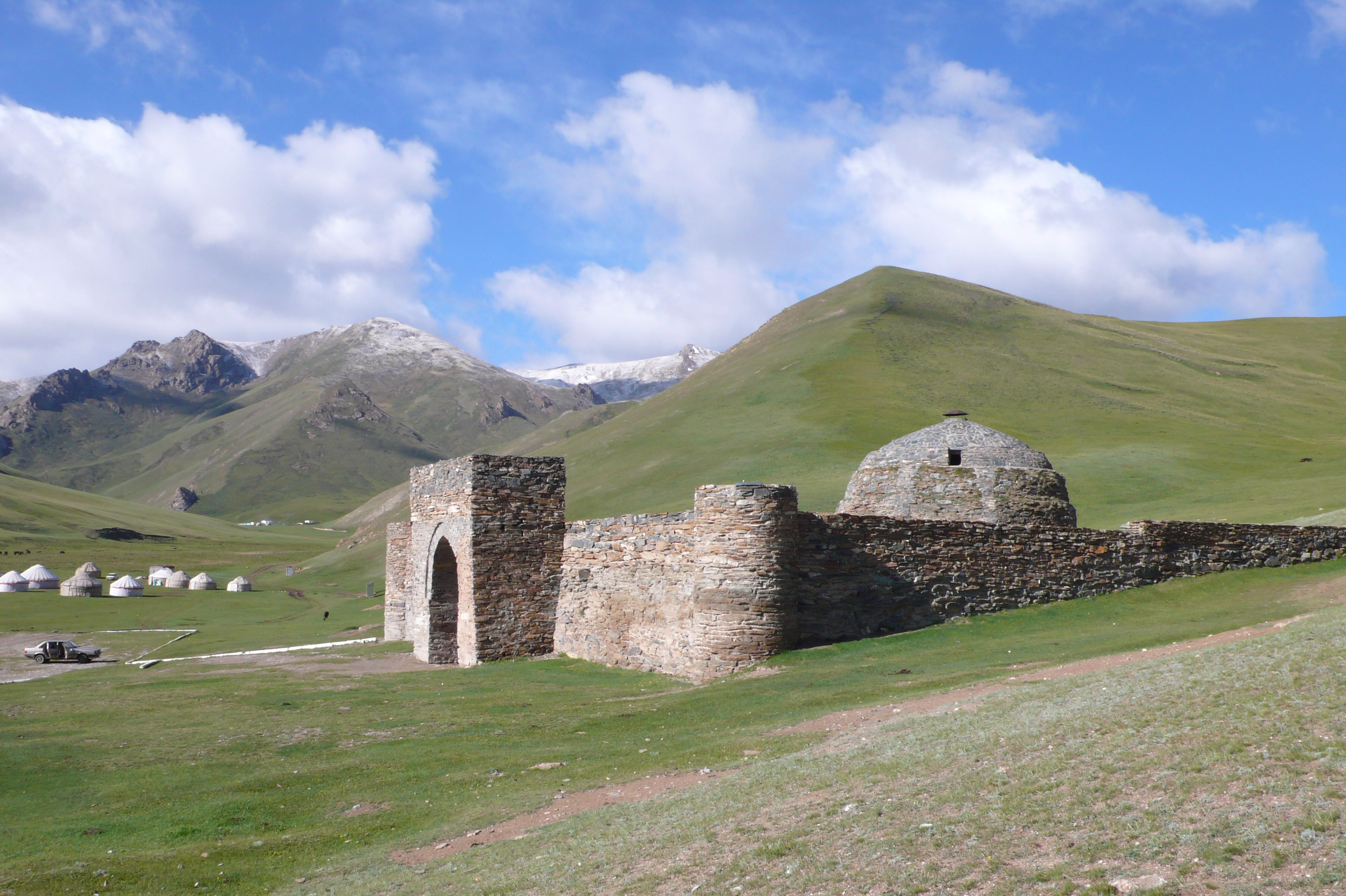
Tash Rabat

- Tash Rabat[11] - Un tempo, questo edificio storico fungeva da parcheggio principale per mercanti e carovane che percorrevano la Grande Via della Seta. Un caravanserraglio fu costruito in una valle tra i monti At-Bashi. Oggi, i turisti possono accedervi pagando un piccolo biglietto. Nelle vicinanze si trovano sentieri escursionistici che conducono al lago e alla Riserva Naturale di Chatyr-Kul.
- Canyon di Skazka[12] - Noto anche come Canyon delle Fiabe, quest'area si trova sulla sponda meridionale del lago Issyk-Kul. Il canyon si è formato a seguito di migliaia di anni di erosione da ghiaccio, acqua ed eolico.
- Bokonbaevo[13] - Un piccolo villaggio sulla costa di Issyk-Kul attrae i turisti con le sue tradizioni ancora ben conservate. Qui vengono mostrate partite di caccia con uccelli rapaci o viene offerto loro un giro a cavallo.